# Arteră labială inferioară
Artera labială inferioară (ramura labială inferioară a arterei faciale) apare în apropierea unghiului gurii ca ramură a arterei faciale; trece în sus și înainte sub mușchiul coborâtor al unghiului gurii și, pătrunzând mușchiul orbicular al gurii, se desfășoară într-un curs sinuos de-a lungul marginii buzei inferioare între acest mușchi și membrana mucoasă.
Vascularizează glandele labiale, membrana mucoasă și mușchii buzei inferioare ; și se anastomozează cu artera părții opuse și cu ramura mentală a arterei alveolare inferioare .

## Imagini suplimentare

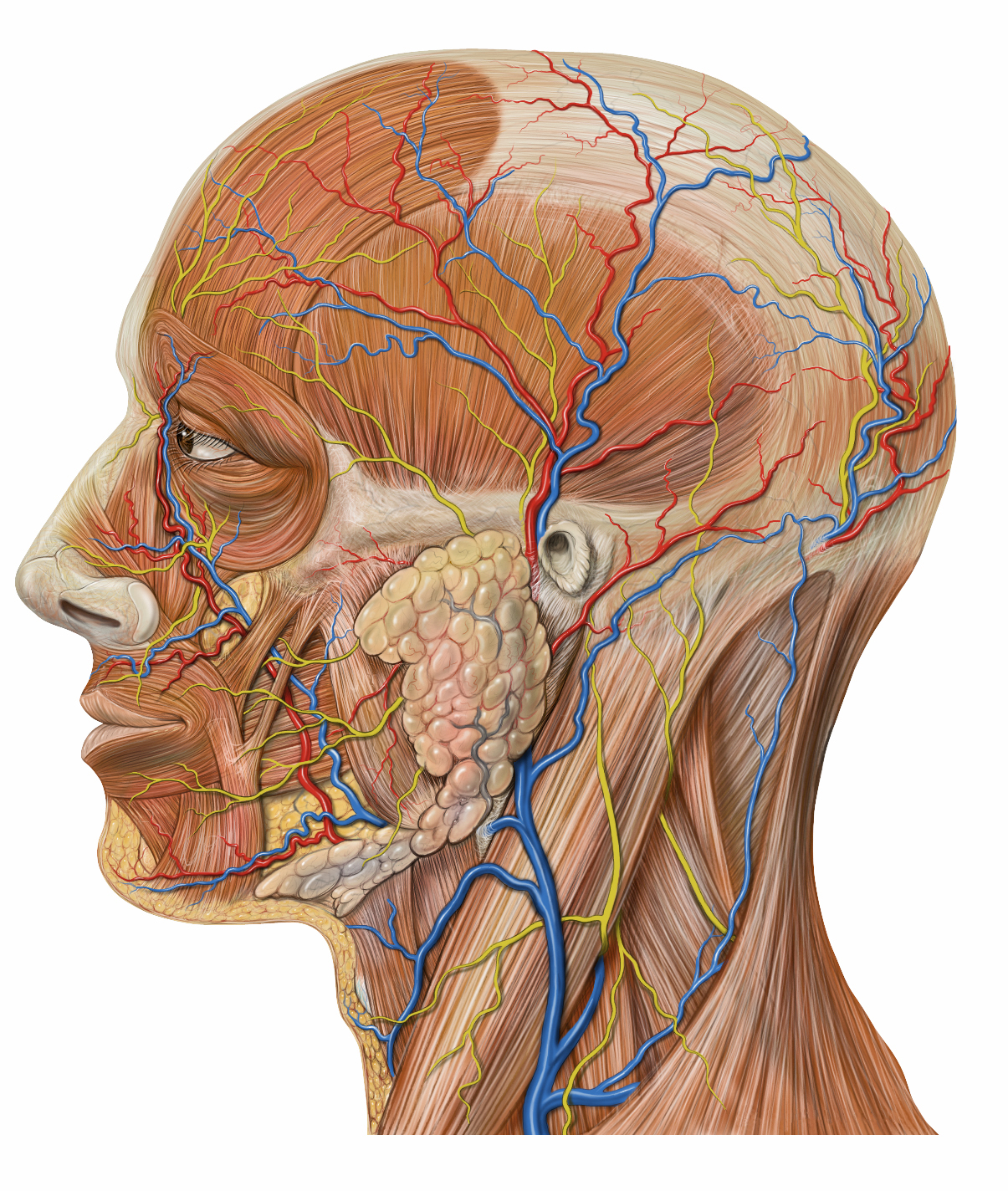
Detaliul anatomiei laterale a capului
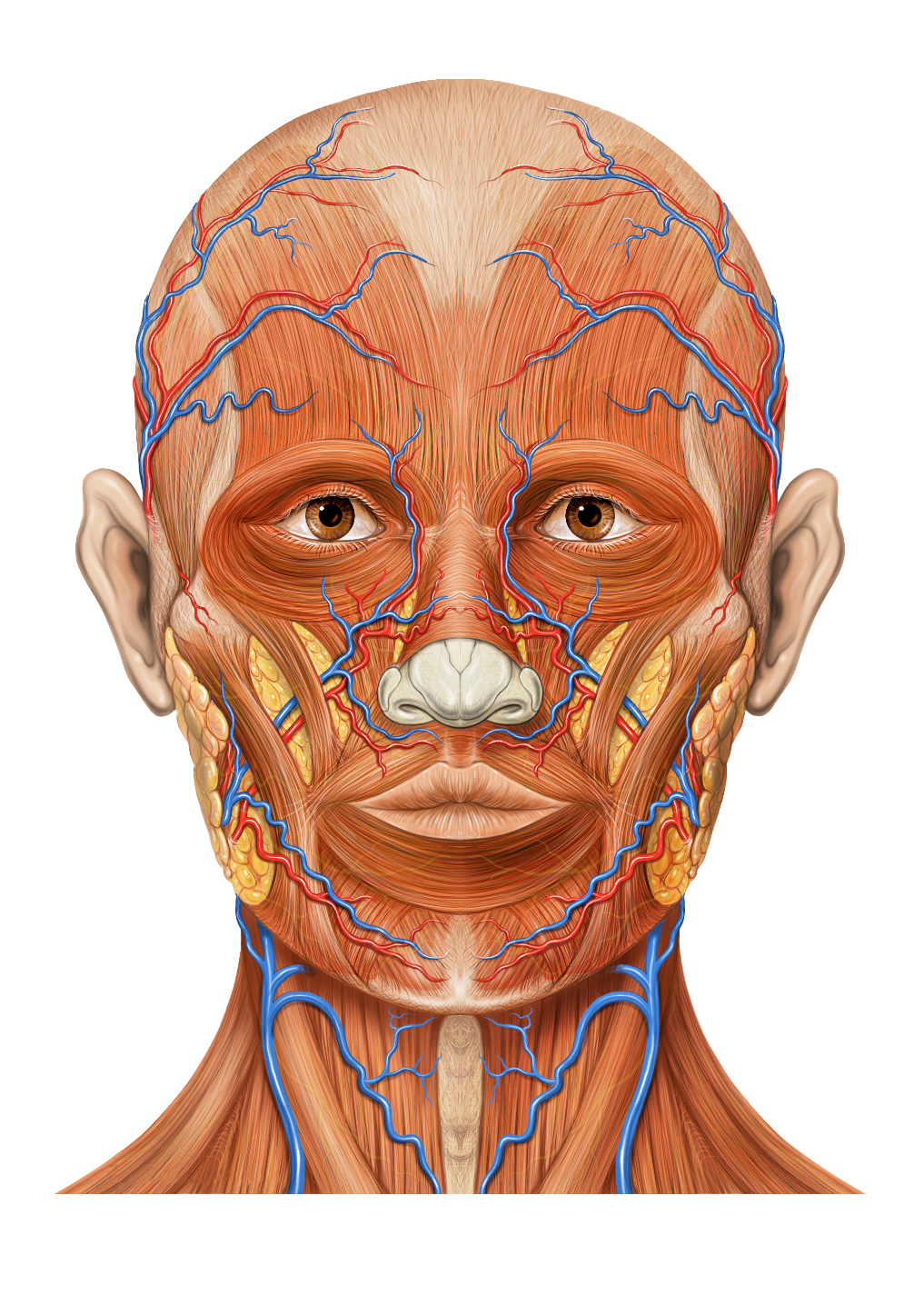
Anatomia capului vedere anterioară
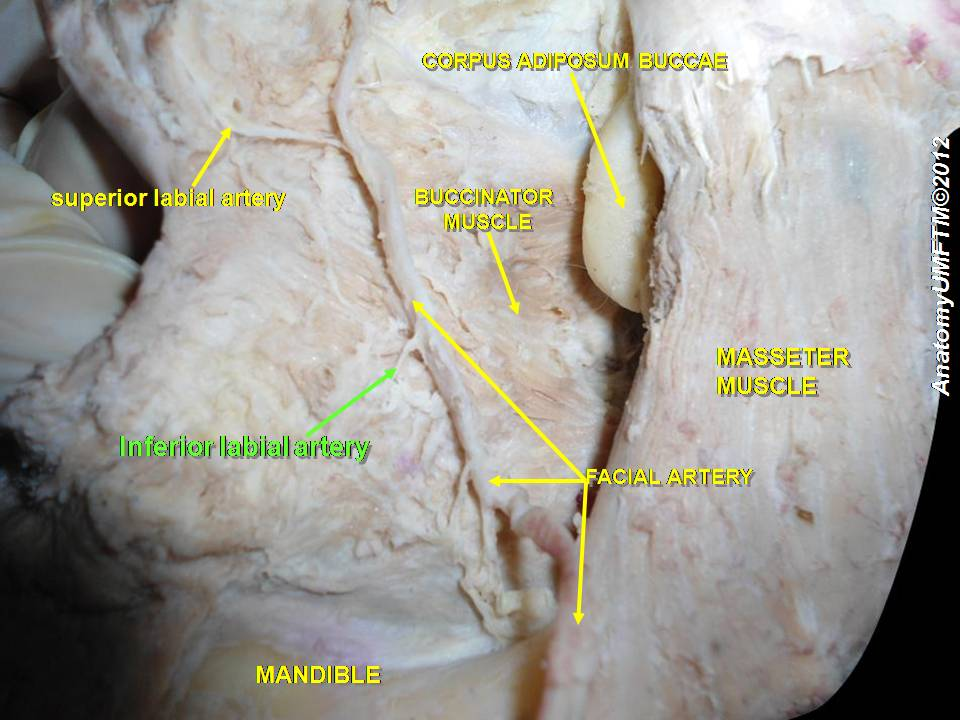
Artera labială inferioară